# Joseph Kruskal
Joseph Kruskal   (Nova York, 29 de gener de 1928 - Maplewood, 19 de setembre de 2010) va ser un matemàtic estatunidenc.

## Vida i Obra
Kruskal (generalment conegut com Joseph Bernard Kruskal Jr., per diferenciar-lo del seu pare de igual nom) va néixer en una família jueva de Nova York, però va créixer a New Rochelle. El seu pare era un pròsper comerciant de pells i la seva mare va ser una de les grans promotores de l'origami als Estats Units. Els seus germans William i Martin, també van ser importants matemàtics.
Kruskal es va graduar a la universitat de Chicago i va obtenir el doctorat a la universitat de Princeton el 1954. Fins al 1956 va treballar per l'Oficina de Recerca Naval dels Estats Units i els tres anys següents va ser professor de la universitat de Wisconsin. El 1959 va començar a treballar als Laboratoris Bell fins al 1993 quan es va jubilar.
Kruskal és recordat, sobre tot, per l'algorisme que porta el seu nom que permet trobar l'arbre de recobriment mínim d'un graf connex, aconseguint així una solució del problema del viatjant de comerç i pels seus treballs sobre posicionament multidimensional.